# ایستگاه مسیر
ایستگاه مسیر کتابی است در ژانر علمی تخیلی که بدست نویسنده آمریکایی کلیفورد سیماک در سال ۱۹۶۳ در مجله گالاکسی با نام اصلی «در اینجا ستاره‌ها گرد هم می‌آیند» (Here gather the stars) منتشر شد. این کتاب برنده جایزه هوگو برای بهترین رمان در سال ۱۹۶۴ شد.

## خلاصه داستان
ایناک والاس، پسر کشاورزی آمریکایی که در جنگ داخلی آمریکا سرباز بوده، بعد از نزدیک به صد و بیست سال هنوز با همان سن دوران سربازی، بدون اینکه پیر شده باشد، در مزرعه خانوادگی‌اش زندگی می‌کند. او برنامه روزانه مرتبی دارد. هر روز صبح برای گرفتن ژورنال‌های علمی و روزنامه‌هایی که اشتراکشان را دارد و نیز کتاب‌هایی که سفارش داده چند کیلومتر راه را پیاده می‌رود تا در کنار جاده‌ای دورافتاده دوست قدیمی‌اش، وینسلوی پیر که پستچی است را ببیند. یک ساعت دیگر از روزش را هم به کار در باغچه کوچکی که در آن سبزیجات کاشته می‌گذراند وبقیه اوقات شبانه‌روز را در خانه‌اش سپری می‌کند. او مزرعه را رها کرده و منبع درآمدش از راه فروختن جواهراتی است که هر چند سال یکبار برای یک تاجر جواهرات در شهری دور می‌فرستد. حال مامورانی از دولت و سی‌آی‌اِی او را مخفیانه تحت نظر گرفته‌اند تا بدانند سرّ کار او در چیست و چگونه است که پیر نشده و در آن کلبه چوبی‌اش چه کار می‌کند.
چیزی که آنها نمی‌دانند این است که او بیش از یک قرن پیش توسط یکی از ماموران اتحادیه کهکشانی انتخاب و استخدام شده است تا مامور و نگهبان ایستگاه مرکز کهکشانی (Galactic Central) بر روی زمین باشد و اکنون به عنوان نماینده زمین در این سازمان شناخته می‌شود. ایستگاه او محلی است که موجودات فضایی برای رفتن به نقاط دوردست فضا در آن توقف کوتاهی می‌کنند. ایستگاه او توانایی مقاومت در برابر انواع تخریب‌ها را دارد و او می‌تواند بدون نیاز به خارج شدن از آن قرن‌ها در آن زندگی کند؛ اما او برای فراموش نکردن هویت زمینی خویش و مزرعه‌ای که در آن به دنیا آمده خود را موظف به راهپیمایی‌های روزانه و کار در باغچه‌اش کرده‌است.
داستان کتاب درباره اتفاقاتی است که باعث می‌شود او پس از یک قرن رازش را برای دیگران فاش کند و اتفاقی مهم را در سرنوشت مرکز کهکشانی رقم بزند.